# Depresión aralo-cáspica
La depresión aralo-cáspica es una depresión de tierras bajas en los límites entre Europa y Asia alrededor del mar de Aral y el mar Caspio septentrional. Está dividida entre Azerbaiyán, Rusia, Kazajistán, Uzbekistán y Turkmenistán, con partes en Armenia, Georgia, Kirguistán, Irán y Tayikistán. La parte incluida en la cuenca hidrográfica del Caspio se llama depresión del Caspio y la parte de desierto al este de esta última se llama depresión del Turán.
En Azerbaiyán, la llanura de Kur-Araz es parte de la depresión aralo-cáspica.